# Wrapped in Red
Wrapped in Red – szósty studyjny album amerykańskiej piosenkarki Kelly Clarkson, wyprodukowany głównie przez Grega Kurstina. Jest to pierwszy świąteczny album artystki. Zawiera czternaście nagrań: dziewięć coverów znanych świątecznych utworów oraz pięć oryginalnych kompozycji. Pierwszym singlem promującym płytę został utwór „Underneath the Tree”, który ukazał się 5 listopada 2013 roku. 
Album odniósł duży sukces komercyjny w Stanach Zjednoczonych, gdzie zadebiutował na liście Billboard 200 na trzeciej pozycji oraz dotarł na szczyt listy Billboard Top Holiday Albums z liczbą 70 000 egzemplarzy sprzedanych w pierwszym tygodniu po premierze. Przez dziewięć kolejnych tygodni Wrapped in Red pozostawał w pierwszej dziesiątce w obu notowaniach i szybko osiągnął status platynowej płyty przyznanej przez RIAA. Wydawnictwo stało się najlepiej sprzedającym się albumem świątecznym 2013 roku w Stanach Zjednoczonych.

## Wydanie i promocja
19 sierpnia 2013 roku Kelly Clarkson za pośrednictwem Twittera zapowiedziała wydanie świątecznego albumu Wrapped in Red, natomiast 5 września artystka podała listę utworów, które znajdą się na płycie. Ponadto wytwórnia Sony Music zapowiedziała wydanie wersji specjalnej z dwoma dodatkowymi utworami, jednak była ona dostępna wyłącznie w Stanach Zjednoczonych w sklepach Target. Album Wrapped in Red został wydany 29 października 2013 roku. Clarkson po raz pierwszy wydała swój album także na płycie winylowej. Wszystkie wersje albumu były dostępne w oficjalnym sklepie Clarkson, gdzie można było kupić również czerwone ozdoby świąteczne inspirowane albumem.
15 października 2013 roku Clarkson udostępniła na swoim oficjalnym kanale YouTube piosenkę z albumu „White Christmas” jako singiel promocyjny. Piosenka zadebiutowała na pierwszym miejscu listy Billboard Holiday Digital Songs. Artystka na YouTube zamieściła także 30-sekundowe fragmenty innych utworów z albumu, tj. „Wrapped In Red,” „Run Run Rudolph”, „Silent Night”, „Have Yourself a Merry Little Christmas” i „Every Christmas”. W dniu 18 października odbyła się premiera singla „Underneath The Tree” na kanale Vevo, a 5 listopada utwór ukazał się na singlu.
Clarkson promowała swój świąteczny album występując w wielu programach w telewizji. Podczas każdego występu była ubrana na czerwono. Po raz pierwszy singiel „Underneath the Tree” zaśpiewała w The Today Show 26 listopada 2013 roku. 4 grudnia 2013 artystka wystąpiła podczas uroczystości zapalania lampek na choince w nowojorskim Rockefeller Center, gdzie zaśpiewała „Blue Christmas” oraz „Run Run Rudolph”. Artystka odwiedziła także iHeart Radio i zaprezentowała utwory „Run Run Rudolph”, „Please Come Home For Christmas” oraz „Underneath The Tree”. Oprócz tego 3 grudnia Clarkson wystąpiła z utworem „Underneath the Tree” w piątym sezonie programu The Voice, 5 grudnia w The Ellen DeGeneres Show i 12 grudnia w Late Night with Jimmy Fallon.
30 października 2013 roku w hotelu The Venetian w Las Vegas został nagrany specjalny świąteczny program Kelly Clarkson’s Cautionary Christmas Music Tale z gościnnym udziałem wielu gwiazd, takich jak, m.in. Blake Shelton, Reba McEntire, Trisha Yearwood, Robin Williams, Whoopi Goldberg, William Shatner, Jay Leno czy Heidi Klum. W programie artystka śpiewała utwory ze swojej płyty "Wrapped in Red". Stacja telewizyjna NBC wyemitowała program 11 grudnia 2013 roku.
Niektóre utwory z Wrapped in Red wykorzystano także w reklamach: „Underneath the Tree” w reklamie Amazon.com oraz „Run Run Rudolph” w reklamie Belk.
6 października 2014 roku Clarkson ogłosiła, że kolejnym singlem będzie tytułowa piosenka z albumu „Wrapped in Red”. Zapowiedziała także, że 20 grudnia 2014 roku zostanie zorganizowany specjalny świąteczny koncert charytatywny w Nashville zatytułowany Miracle on Broadway, gdzie Clarkson wraz z innymi artystami zaśpiewa największe świąteczne przeboje oraz utwory ze swojego świątecznego albumu.

## Lista utworów
Standardowa wersja
| Nr  | Tytuł utworu                                             | Tekst                                                        | Długość |
| --- | -------------------------------------------------------- | ------------------------------------------------------------ | ------- |
| 1.  | „Wrapped in Red”                                         | Kelly Clarkson, Ashley Arrison, Aben Eubanks, Shane McAnally | 3:36    |
| 2.  | „Underneath the Tree”                                    | Kelly Clarkson, Greg Kurstin                                 | 3:49    |
| 3.  | „Have Yourself a Merry Little Christmas”                 | Ralph Blane, Hugh Martin                                     | 3:39    |
| 4.  | „Run Run Rudolph”                                        | Johnny Marks, Marvin Brodie                                  | 2:27    |
| 5.  | „Please Come Home for Christmas (Bells Will Be Ringing)” | Charles Brown, Gene Redd                                     | 3:19    |
| 6.  | „Every Christmas”                                        | Kelly Clarksn, Aben Eubanks                                  | 3:46    |
| 7.  | „Blue Christmas”                                         | Billy Hayes, Jay Johnson                                     | 2:52    |
| 8.  | „Baby, It’s Cold Outside” (duet z Ronie Dunnem)          | Frank Loesser                                                | 3:01    |
| 9.  | „Winter Dreams (Brandon's Song)”                         | Kelly Clarkson, Ashley Arrison, Aben Eubanks                 | 3:22    |
| 10. | „White Christmas”                                        | Irving Berlin                                                | 3:02    |
| 11. | „My Favourite Things”                                    | Oscar Hammerstein, Richard Rodgers                           | 2:49    |
| 12. | „4 Carats”                                               | Kelly Clarkson, Greg Kurstin, Cathy Dennis, Liwi Franc       | 3:28    |
| 13. | „Just For Now”                                           | Imogen Heap                                                  | 3:30    |
| 14. | „Silent Night” (z Rebą McEntire i Trishą Yearwood)       | Joseph Mohr                                                  | 4:09    |
|     |                                                          |                                                              | 46:49   |

Edycja Deluxe
| Nr | Tytuł utworu                                    | Tekst                                 | Długość |
| -- | ----------------------------------------------- | ------------------------------------- | ------- |
| 1. | „I'll Be Home for Christmas” (z iTunes Session) | Buck Ram, Kim Gannon, Walter Kent     | 2:54    |
| 2. | „Oh Come, Oh Come Emannuel”                     | John Mason Neale, Henry Sloane Coffin | 2:00    |

- Producentem wszystkich nagrań jest Greg Kurstin, z wyjątkiem utworu „I'll Be Home For Christmas”, który został wyprodukowany przez Thuy-An Julien.
- „Just For Now” zawiera fragmenty kompozycji „Carol of the Bells” napisanej przez Petera J. Wilhousky’ego.

## Pozycje na listach
| Notowanie (2013/14)                             | Najwyższa pozycja |
| ----------------------------------------------- | ----------------- |
| Australia (Top 50 Albums)                       | 29                |
| Belgia (Flandria) (Ultratop 200 Albums)         | 183               |
| Francja (Top 200 Albums)                        | 165               |
| Grecja (Top 75 Albums)                          | 62                |
| Irlandia (Top 100 Albums)                       | 64                |
| Japonia (Top 50 Albums)                         | 237               |
| Kanada (Canadian Albums)                        | 5                 |
| Korea (Gaon)                                    | 68                |
| Korea (GAON International)                      | 16                |
| Szwajcaria (Alben Top 100)                      | 97                |
| USA (Billboard Top Holiday Albums)              | 1                 |
| USA (Billboard 200)                             | 3                 |
| Wielka Brytania (Official Albums Chart Top 100) | 65                |

| Notowanie (2013)                   | Pozycja |
| ---------------------------------- | ------- |
| USA (Billboard 200)                | 170     |
| USA (Billboard Top Holiday Albums) | 1       |

| Notowanie (2014)               | Pozycja |
| ------------------------------ | ------- |
| Kanada (Canadian Albums Chart) | 19      |
| USA (Billboard 200)            | 17      |

## Certyfikaty
| Kraj/region       | Wydawca | Certyfikat |
| ----------------- | ------- | ---------- |
| Kanada            | MC      | platyna    |
| Norwegia          | IFPI    | złoto      |
| Stany Zjednoczone | RIAA    | platyna    |